# 진타이옌
진타이옌(중국어: 金泰延, 병음: Jīn Tàiyán, 1989년 8월 21일 ~ )은 조선족 출신의 중국의 축구 선수이다. 포지션은 미드필더, 풀백이며 현재 중국 슈퍼리그의 베이징 궈안 소속이다. 진타이옌의 한국식 이름은 김태연이다.